# Eva-Maria Kerkhoff
Eva-Maria Kerkhoff (* 1959) ist eine deutsche Schauspielerin.

## Leben
Eva-Maria Kerkhoff absolvierte ihr Schauspielstudium von 1981 bis 1985 an der Hochschule für Musik und Theater in Hannover.
Sie hatte anschließend Theaterengagements am Freien Werkstatt Theater Köln (1987), am Kölner Schauspielhaus (1989), am „Theater an der Glocksee“ in Hannover (1990–1992) und bei freien Theaterproduktionen.
Kerkhoff wirkte seit Anfang der 1990er Jahre in einigen Kino- und zahlreichen Fernsehproduktionen mit., bei denen sie u. a. mit den Regisseuren Helmut Dietl, Ulli Baumann, Thorsten Näter, Dietmar Klein, Gero Erhardt, Peter Kahane, Thomas Nennstiel, Judith Kennel und Johannes Fabrick arbeitete.
Sie übernahm Gastrollen in verschiedenen, schwerpunktmäßig in Hamburg oder im norddeutschen Raum, produzierten TV-Serien. Von 1995 bis 2005 spielte sie in einer durchgehenden Serienrolle die Rezeptionistin Doris Barth im Hamburger Hansson-Hotel in der erfolgreichen ZDF-Serie girl friends – Freundschaft mit Herz.
Eva-Maria Kerkhoff arbeitet außerdem als Coach und Trainerin in der Bereichen Rhetorik, Kommunikation und Stimmbildung. Sie lebt in Hamburg.

## Filmografie (Auswahl)
- 1992: Schtonk! (Kinofilm)
- 1992: Freunde fürs Leben: Karrierefieber (Fernsehserie, eine Folge)
- 1995: Club Las Piranjas (Fernsehfilm)
- 1995: Immenhof: Reise nach Ostpreußen (Fernsehserie, eine Folge)
- 1995: Operation Medusa (Fernsehfilm)
- 1995–2005: girl friends – Freundschaft mit Herz (Fernsehserie, Seriennebenrolle)
- 1996: Verdammt, er liebt mich (Fernsehfilm)
- 1996: Bruder Esel: Mut zum Glück (Fernsehserie, eine Folge)
- 1997: Die Camper: Das Schloß (Fernsehserie, eine Folge)
- 1997; 1998: Die Rettungsflieger (Fernsehserie, zwei Folgen)
- 1998: Heimatgeschichten: Mach mal Pause
- 1999: Die Cleveren: Schach der Dame (Fernsehserie, eine Folge)
- 1999; 2005: Großstadtrevier (Fernsehserie, zwei Folgen)
- 2000: Hotel Elfie (Fernsehserie, Seriennebenrolle)
- 2000: Herzschlag – Das Ärzteteam Nord: Gewissensbisse (Fernsehserie, eine Folge)
- 2001: Utta Danella – Der blaue Vogel (Fernsehfilm)
- 2005: Jetzt erst recht!: Verraten und verkauft (Fernsehserie, eine Folge)
- 2006: Typisch Sophie: Engel im Kopf (Fernsehserie, eine Folge)
- 2008: Küstenwache: Der kalte Tod (Fernsehserie, eine Folge)
- 2010: Notruf Hafenkante: Ein guter Plan (Fernsehserie, eine Folge)
- 2014: Unter anderen Umständen: Falsche Liebe (Fernsehreihe)
- 2015: Zweimal lebenslänglich (Fernsehfilm)

## Hörspiele (Auswahl)
- 1982: Jan Christ: Die Vollversammlung – Regie: Gottfried von Einem (Hörspiel – RB)
- 1988: Robert Walser: Fantasien über die Liebe. Aus den Bleistiftnotizen von Robert Walser – Regie: Günter Bommert (Hörspielbearbeitung – WDR)